# Liste des monuments historiques de Fontainebleau
Cet article recense les monuments historiques de Fontainebleau, en Seine-et-Marne, France.

## Statistiques
Fontainebleau compte 41 édifices comportant au moins une protection au titre des monuments historiques, soit 7 % des monuments historiques du département de Seine-et-Marne. 5 édifices comportent au moins une partie classée ; les 36 autres sont inscrits.
Fontainebleau est la 74e commune de France en termes de protections au titre des monuments historiques, et la 2e du département (derrière Provins) ainsi que la 4e de la région (après Paris, Versailles et Provins).
Évolution par décennie du nombre total de monuments historiques inscrits et classés à Fontainebleau
Pour des raisons techniques, il est temporairement impossible d'afficher le graphique qui aurait dû être présenté ici.

## Liste
| Monument                                | Adresse                                                       | Coordonnées                      | Notice         | Protection     | Date                     | Illustration                            |
| --------------------------------------- | ------------------------------------------------------------- | -------------------------------- | -------------- | -------------- | ------------------------ | --------------------------------------- |
| Abri de la Gorge-aux-Loups              | Route de la Gorge-aux-Loups                                   | 48° 21′ 38″ nord, 2° 42′ 19″ est | « PA00086968 » | Classé         | 1953                     | Image manquante Téléverser              |
| Abri du Croc-Marin                      | Long Rocher                                                   | 48° 21′ 10″ nord, 2° 44′ 58″ est | « PA00086967 » | Classé         | 1953                     | Image manquante Téléverser              |
| Ancienne maison d'arrêt                 | 1 rue du Sergent-Perrier                                      | 48° 24′ 35″ nord, 2° 42′ 15″ est | « PA77000003 » | Inscrit        | 1996                     | Ancienne maison d'arrêt                 |
| Bâtiment de la Mission                  | 2 rue de la Paroisse, place de la République                  | 48° 24′ 20″ nord, 2° 42′ 05″ est | « PA00086969 » | Inscrit        | 1949                     | Bâtiment de la Mission                  |
| Hôtel de Ferrare et quartier Boufflers  | 42 rue Saint-Honoré Rue de Ferrare Place du Général-de-Gaulle | 48° 24′ 11″ nord, 2° 41′ 48″ est | « PA00086971 » | Inscrit Classé | 1928 1929 1987           | Hôtel de Ferrare et quartier Boufflers  |
| Chapelle de l'ermitage de Franchard     |                                                               | 48° 24′ 34″ nord, 2° 37′ 56″ est | « PA00086972 » | Inscrit        | 1926                     | Chapelle de l'ermitage de Franchard     |
| Chapelle Notre-Dame-de-Bon-Secours      | Boulevard du Maréchal-Foch                                    | 48° 25′ 06″ nord, 2° 42′ 27″ est | « PA00086973 » | Inscrit        | 1926                     | Chapelle Notre-Dame-de-Bon-Secours      |
| Château                                 |                                                               | 48° 24′ 07″ nord, 2° 41′ 53″ est | « PA00086975 » | Classé         | 1862 1913 1930 2008 2009 | Château                                 |
| Quartier des Héronnières                |                                                               | 48° 24′ 04″ nord, 2° 42′ 33″ est | « PA00086974 » | Inscrit        | 1929                     | Quartier des Héronnières                |
| Église Saint-Louis                      |                                                               | 48° 24′ 20″ nord, 2° 42′ 06″ est | « PA00086976 » | Inscrit        | 1949                     | Église Saint-Louis                      |
| Ermitage de Pompadour                   | 3 boulevard Magenta                                           | 48° 23′ 52″ nord, 2° 41′ 34″ est | « PA00086985 » | Inscrit Classé | 1926 1947                | Ermitage de Pompadour                   |
| Hôpital                                 | 3 rue du Docteur-Clément-Matry                                | 48° 24′ 42″ nord, 2° 41′ 53″ est | « PA00086977 » | Inscrit        | 1977                     | Hôpital                                 |
| Hôtel d'Albret                          | 15, 17 place d'Armes                                          | 48° 24′ 13″ nord, 2° 42′ 11″ est | « PA00086978 » | Inscrit        | 1931                     | Hôtel d'Albret                          |
| Hôtel de Beauharnais                    | 81 rue de France                                              | 48° 24′ 22″ nord, 2° 41′ 37″ est | « PA00086979 » | Inscrit        | 1969                     | Hôtel de Beauharnais                    |
| Hôtel de la Galère                      | 33 boulevard Magenta                                          | 48° 24′ 03″ nord, 2° 41′ 45″ est | « PA00086980 » | Inscrit        | 1926                     | Hôtel de la Galère                      |
| Hôtel Launoy                            | 37-39 boulevard Magenta                                       | 48° 24′ 03″ nord, 2° 41′ 45″ est | « PA00086996 » | Inscrit        | 1928                     | Hôtel Launoy                            |
| Hôtel de Londres                        | 1 place du Général-de-Gaulle                                  | 48° 24′ 10″ nord, 2° 41′ 47″ est | « PA00086981 » | Inscrit        | 1928                     | Hôtel de Londres                        |
| Hôtel de France et d'Angleterre         | 1 rue Royale Place Charles-de-Gaulle 43 boulevard Magenta     | 48° 24′ 08″ nord, 2° 41′ 47″ est | « PA00086983 » | Inscrit        | 1928                     | Hôtel de France et d'Angleterre         |
| Hôtel d'Orléans                         | 83 rue de France                                              | 48° 24′ 23″ nord, 2° 41′ 36″ est | « PA00086984 » | Inscrit        | 1969                     | Hôtel d'Orléans                         |
| Hôtel de la Prévôté                     | 2bis place d'Armes                                            | 48° 24′ 14″ nord, 2° 42′ 06″ est | « PA00086986 » | Inscrit        | 1931                     | Hôtel de la Prévôté                     |
| Hôtel de Reviers                        | 38 rue du Château                                             | 48° 24′ 22″ nord, 2° 42′ 11″ est | « PA00087336 » | Inscrit        | 1990                     | Image manquante Téléverser              |
| Hôtel de la Surintendance des Bâtiments | 5 rue Denecourt 2 rue de Ferrare                              | 48° 24′ 11″ nord, 2° 41′ 49″ est | « PA00086987 » | Inscrit        | 1928                     | Hôtel de la Surintendance des Bâtiments |
| Hôtel du Tambour                        | 27 boulevard Magenta                                          | 48° 24′ 02″ nord, 2° 41′ 45″ est | « PA00086982 » | Inscrit        | 1926                     | Hôtel du Tambour                        |
| Immeuble                                | 2 place d'Armes                                               | 48° 24′ 14″ nord, 2° 42′ 05″ est | « PA00086988 » | Inscrit        | 1931                     | Image manquante Téléverser              |
| Immeuble                                | 3 place d'Armes                                               | 48° 24′ 14″ nord, 2° 42′ 07″ est | « PA00086989 » | Inscrit        | 1931                     | Immeuble                                |
| Immeuble                                | 7-9 place d'Armes                                             | 48° 24′ 14″ nord, 2° 42′ 09″ est | « PA00086990 » | Inscrit        | 1931                     | Immeuble                                |
| Immeuble                                | 11 place d'Armes                                              | 48° 24′ 14″ nord, 2° 42′ 09″ est | « PA00086991 » | Inscrit        | 1931                     | Immeuble                                |
| Immeuble                                | 11bis place d'Armes                                           | 48° 24′ 13″ nord, 2° 42′ 10″ est | « PA00086992 » | Inscrit        | 1931                     | Immeuble                                |
| Immeuble                                | 2 rue du Château                                              | 48° 24′ 14″ nord, 2° 42′ 06″ est | « PA00086993 » | Inscrit        | 1931                     | Immeuble                                |
| Maison Marteau                          | 41 boulevard Magenta                                          | 48° 24′ 06″ nord, 2° 41′ 47″ est | « PA00086995 » | Inscrit        | 1928                     | Image manquante Téléverser              |
| Immeuble                                | 3 rue Royale                                                  | 48° 24′ 09″ nord, 2° 41′ 48″ est | « PA00086997 » | Inscrit        | 1928                     | Immeuble                                |
| Immeuble                                | 4-6 rue Royale                                                | 48° 24′ 11″ nord, 2° 41′ 44″ est | « PA00086998 » | Inscrit        | 1933                     | Immeuble                                |
| Immeuble                                | 5 rue Royale                                                  | 48° 24′ 09″ nord, 2° 41′ 46″ est | « PA00086999 » | Inscrit        | 1928                     | Immeuble                                |
| Maison Pierrotet                        | 7 rue Alexis-Durand                                           | 48° 24′ 07″ nord, 2° 41′ 27″ est | « PA00087000 » | Inscrit        | 1976                     | Maison Pierrotet                        |
| Quatre bornes indicatrices              | Carrefour de l'Obélisque                                      | 48° 23′ 49″ nord, 2° 41′ 32″ est | « PA00086970 » | Inscrit        | 1949                     | Quatre bornes indicatrices              |
| Quartier du Carrousel                   | Avenue de Maintenon                                           | 48° 23′ 52″ nord, 2° 41′ 57″ est | « PA00087001 » | Inscrit        | 1929                     | Quartier du Carrousel                   |
| Quartier Raoult                         | 8 rue d'Avon                                                  | 48° 24′ 25″ nord, 2° 42′ 20″ est | « PA00087002 » | Inscrit        | 1929                     | Image manquante Téléverser              |
| Table du Grand Maître                   |                                                               | 48° 27′ 11″ nord, 2° 40′ 17″ est | « PA00087003 » | Inscrit        | 1926                     | Table du Grand Maître                   |
| Table du Roi                            |                                                               | 48° 28′ 59″ nord, 2° 39′ 54″ est | « PA00087004 » | Inscrit        | 1926                     | Table du Roi                            |
| Théâtre municipal                       | 9 rue Denecourt Rue de Richelieu                              | 48° 24′ 12″ nord, 2° 41′ 52″ est | « PA00087345 » | Inscrit        | 1991                     | Théâtre municipal                       |
| Vieux Logis                             | 7 boulevard Magenta                                           | 48° 23′ 54″ nord, 2° 41′ 36″ est | « PA00086994 » | Inscrit        | 1979                     | Vieux Logis                             |